# میتسوبیشی پروجه
میتسوبیشی پروجه (Mitsubishi Proudia) خودرویی است که در سال‌های ۱۹۹۹ تا ۲۰۰۱در اوکازاکی و آیچی تولید شده‌است. 
این خودرو در کلاس خودرو لوکس قرار گرفته و طراحی آن خودروهای موتور جلو-محور جلو بوده است. سیستم جعبه‌دندهٔ آن ۵ دنده به صورت خودکار است.